# الكسندر غارنت براون
الكسندر غارنت براون هو سياسي كندي، ولد في 2 مايو 1930، وتوفي في 7 يناير 2010 في هاليفاكس في كندا. نشط حزبياً في الحزب الليبرالي في نوفا سكوشا ‏. وقد انتخب عضو مجلس نواب نوفا سكوشا ‏.